# Bring It On: All or Nothing
Bring It On: All or Nothing is een Amerikaanse film uit 2006 onder regie van Steve Rash.

## Verhaal
Britney Allen is de hoofdcheerleader van haar high school. Ze heeft verkering met quarterback Brad Warner en haar leven kan niet perfecter zijn. Als ze hoort dat ze gaan verhuizen, is Britney dan ook ontzet. Ze verhuizen naar een gettobuurt, waar Britney al de eerste dag ruzie krijgt met het populairste meisje van de nieuwe school, Camille. Robyn Rihanna Fenty (eerder bekend als Rihanna) speelt ook mee in deze film, ze speelt namelijk zichzelf.

## Rolverdeling
| Acteur             | Personage     |
| ------------------ | ------------- |
| Hayden Panettiere  | Britney Allen |
| Solange Knowles    | Camille       |
| Gustavo Carr       | Jesse         |
| Marcy Rylan        | Winnie        |
| Cindy Chiu         | Amber         |
| Giovonnie Samuels  | Kirresha      |
| Francia Almendarez | Leti          |
| Danielle Savre     | Brianna       |
| Kiersten Warren    | Pam Allen     |
| Rihanna            | zichzelf      |